# Tentativa de agotar un lugar parisino
Tentativa de agotar un lugar parisino (en francés, Tentative d'épuisement d'un lieu parisien) es un libro experimental del escritor francés Georges Perec, publicado inicialmente en 1975, en forma de artículo para el libro Le pourrissement des societés de la revista Cause Commune, y más tarde en 1982, como libro para la editorial de Christian Bourgois.
En castellano se publicó por primera vez en 1992, con traducción y prólogo de Jorge Fondebrider para Beatriz Viterbo Editora. Una nueva traducción de Maurici Pla se publicó en 2012 en la Editorial Gustavo Gili, con el título Tentativa de agotamiento de un lugar parisino.
En el libro, Perec describe todas aquellas cosas y eventos cotidianos que alcanza a ver durante tres días en la Plaza de Saint-Sulpice, ubicada en el VI Distrito de París.

## Estructura y contenido
El libro comienza con una breve nota describiendo las cosas más distinguibles de la Plaza Saint-Sulpice, tales como los cafés, el ayuntamiento o la Iglesia de Saint-Sulpice, para luego decir que en lo que sigue describirá todo aquello que resulta insignificante y no suele mencionarse.
Luego el libro se divide tres partes: «Día 1», «Día 2» y «Día 3», correspondientes respectivamente a los días 18, 19 y 20 de octubre de 1974. La escritura es in situ, y para cada día, antes de comenzar con sus descripciones, el autor registra la fecha, la hora, el lugar específico desde donde observa la Plaza, y el clima actual. En el transcurso de cada día, el autor se desplaza a otras locaciones, siempre alrededor de la Plaza, y vuelve a registrar la fecha, la hora y el lugar en el que se encuentra.
Los distintos lugares y momentos en que el autor hace sus descripciones son los siguientes:
| Hora                         | Lugar                              |
| ---------------------------- | ---------------------------------- |
| Día 1: 18 de octubre de 1974 |                                    |
| 10:30 - ?                    | Tabac Saint-Sulpice (cafetería)    |
| 12:40 - 14:45                | Café de la Mairie                  |
| 15:20 - 16:45                | Fontaine Saint-Sulpice (cafetería) |
| 17:10 - 18:45                | Café de la Mairie                  |
| Día 2: 19 de octubre de 1974 |                                    |
| 10:45 - >11:15               | Tabac Saint-Sulpice                |
| 12:30 - <12:45               | En un banco mirando a la fuente    |
| 14:00 - 16:30                | Tabac Saint-Sulpice                |
| Día 3: 20 de octubre de 1974 |                                    |
| 11:30 - 12:40                | Café de la Mairie                  |
| 13:05 - 14:00                | Café de la Mairie                  |

## Análisis de la obra
Para el crítico Jorge Monteleone, la manera del autor de describir lo que ve «roza la impersonalidad del inventario o del catálogo», y este solo en ocasiones se permite breves reflexiones que trascienden a la mera observación. La enumeración de los objetos, que al principio parece aleatoria, entrevé el deseo de un orden. El vuelo de las palomas, por ejemplo, se muestra anárquico y atemporal, en tanto que el recuento de los autobuses mantiene un ritmo y da cuenta del paso del tiempo. Por otra parte, toda esta enumeración conlleva un sinsentido consciente en el autor.

## Adaptación al cine
En 2007 se estrenó un documental homónimo basado en esta obra, dirigido por Jean-Christian Riff, con la voz del actor francés Mathieu Amalric y producido por Richard Copans.